# První vláda Jicchaka Šamira
První vláda Jicchaka Šamira byla sestavena Jicchakem Šamirem 10. října 1983 poté, co 28. srpna odstoupil premiér Menachem Begin.
Koalici tvořili stejné strany jako v předchozí vládě, tedy Národní náboženská strana, Agudat Jisra'el, Tami a Tnu'a le-hitchadšut cijonit chevratit. Koalice měla 62 ze 120 křesel Knesetu. Jedinými změnami ve vládě bylo, že Šamir nahradil Begina ve funkci předsedy vlády (zároveň byl ministrem zahraničních věcí), Pesach Gruper přišel o funkci náměstka ministra zemědělství a stal se ministrem zemědělství (rovněž nahradil Begina, který tuto funkci zastával), Mordechaj Cipori přišel o funkci náměstka ministra obrany a stal se ministrem komunikací a Jehuda Ben Me'ir se stal náměstkem ministra zahraničních věcí.
Vláda působila až do 19. září následujícího roku, kdy byla po volbách v červenci 1984 sestavena jednadvacátá vláda.

## Členové vlády
| Vláda                                          | Vláda                                   | Vláda                                 |
| Úřad                                           | Člen vlády                              | Politická strana                      |
| ---------------------------------------------- | --------------------------------------- | ------------------------------------- |
| Předseda vlády                                 | Jicchak Šamir                           | Likud                                 |
| Místopředseda vlády                            | David Levy                              | Likud                                 |
| Ministr zemědělství                            | Pesach Gruper                           | Likud                                 |
| Ministr komunikací                             | Mordechaj Cipori                        | Likud                                 |
| Ministr obrany                                 | Moše Arens                              | Nebyl členem Knesetu                  |
| Ministr ekonomiky a meziministerské komunikace | Ja'akov Meridor                         | Likud                                 |
| Ministr školství a kultury                     | Zevulun Hammer                          | Národní náboženská strana             |
| Ministr energetiky a infrastruktury            | Jicchak Moda'i                          | Likud                                 |
| Ministr financí                                | Joram Aridor (do 15. října 1983)        | Likud                                 |
| Ministr financí                                | Jig'al Kohen-Orgad (od 15. října 1983)  | Likud                                 |
| Ministr zahraničních věcí                      | Jicchak Šamir                           | Likud                                 |
| Ministr zdravotnictví                          | Eli'ezer Šostak                         | Likud                                 |
| Ministr bydlení a výstavby                     | David Levy                              | Likud                                 |
| Ministr absorpce imigrantů                     | Aharon Uzan                             | Tami                                  |
| Ministr průmyslu a obchodu                     | Gid'on Pat                              | Likud                                 |
| Ministr vnitra                                 | Josef Burg                              | Národní náboženská strana             |
| Ministr spravedlnosti                          | Moše Nisim                              | Likud                                 |
| Ministr práce a sociální péče                  | Aharon Uzan                             | Tami                                  |
| Ministr náboženských věcí                      | Josef Burg                              | Národní náboženská strana             |
| Ministr vědy a rozvoje                         | Juval Ne'eman                           | Techija                               |
| Ministr turismu                                | Avraham Šarir                           | Likud                                 |
| Ministr dopravy                                | Chajim Korfu                            | Likud                                 |
| Ministr bez portfeje                           | Mordechaj Ben Porat (do 31. ledna 1984) | Tnu'a le-hitchadšut cijonit chevratit |
| Ministr bez portfeje                           | Ariel Šaron                             | Likud                                 |
| Ministr bez portfeje                           | Sara Doron                              | Likud                                 |
| Náměstek ministra v úřadu předsedy vlády       | Dov Šilansky                            | Likud                                 |
| Náměstek ministra zemědělství                  | Micha'el Dekel                          | Likud                                 |
| Náměstek ministra školství a kultury           | Mirjam Glazer-Ta'asa                    | Likud                                 |
| Náměstek ministra financí                      | Chajim Kaufman                          | Likud                                 |
| Náměstek ministr zahraničních věcí             | Jehuda Ben Me'ir                        | Národní náboženská strana             |
| Náměstek ministra bydlení a výstavby           | Moše Kacav                              | Likud                                 |
| Náměstek ministra práce a sociální péče        | Ben Cijon Rubin                         | Tami                                  |